# Valle fértil
Valle fértil es una película documental de Argentina filmada en colores dirigida por Jorge Prelorán sobre su propio guion que se produjo entre 1966 y 1972 y no fue estrenada comercialmente. Fue prohibida por el interventor de facto Luis Martínez, suponiéndose que fue por el comentario sobre la película en Clarín, titulado “Valle Fértil, un pueblo que se extingue“.
El filme contó con la asesoría de Luis Olivares y la colaboración de Lorenzo Kelly y Sergio Barbieri.

## Sinopsis
Trata sobre las tradiciones vinculadas con el ganado y los caballos así como sobre los cambios habidos en la economía agrícola en la región de las sierras de Elizonda, en las Sierras de Valle Fértil, camino al Valle de la Luna en la provincia de San Juan.

## Comentarios
Mabel Prelorán dijo en un reportaje:

«El film… tiene una escena que -a mi entender- es sensacional. Esa escena documenta un hecho semi-estático al que Jorge le da movimiento y vida en un alarde de compaginación. El hecho en sí es un paro en las actividades diarias para oír en grupo una radio-novela..»

Graciela Taquini escribió:

«Prelorán preferirá aplicar el método de las etnobiografías basado en la elección de una persona o familia que no necesariamente deberán ser arquetipos.»